# Tehuantepec, Michoacán de Ocampo
Tehuantepec är en ort i Mexiko.   Den ligger i kommunen Chinicuila och delstaten Michoacán de Ocampo, i den södra delen av landet, 400 km väster om huvudstaden Mexico City. Tehuantepec ligger 1 382 meter över havet och antalet invånare är 305.
Terrängen runt Tehuantepec är varierad. Runt Tehuantepec är det mycket glesbefolkat, med 7 invånare per kvadratkilometer. Närmaste större samhälle är Coalcomán de Vázquez Pallares, 17,9 km nordost om Tehuantepec. I omgivningarna runt Tehuantepec växer huvudsakligen savannskog.